# Larnagòl
Larnagòl (en francès Larnagol) és un municipi francès situat al departament de l'Òlt i a la regió d'Occitània.

## Demografia
| 1962                                       | 1968 | 1975 | 1982 | 1990 | 1999 | 2007 |
| ------------------------------------------ | ---- | ---- | ---- | ---- | ---- | ---- |
| 157                                        | 182  | 169  | 177  | 159  | 157  | 136  |
| Des de 1962: població sense dobles comptes |      |      |      |      |      |      |

## Administració
| Període   | Identitat                   | Partit |
| --------- | --------------------------- | ------ |
| 1791-1797 | Hoste-Jean Bessac           |        |
| 1797-1800 | Jean Gimbergues             |        |
| 1800-1816 | Jacques-Louis Vinel         |        |
| 1829-1835 | Jean Laubard                |        |
| 1835-1870 | Auguste Vinel               |        |
| 1870-1871 | Gustave Vinel               |        |
| 1871-1874 | Jacques Calmettes           |        |
| 1874-1878 | Hervé de Saint-Chamarand    |        |
| 1878-1881 | Jean Delluc                 |        |
| 1881-1884 | Jean-Auguste Desplat        |        |
| 1884-1920 | Gustave Jean-Baptiste Vinel |        |
| 1920-1928 | Ludovic Vinel               |        |
| 1928-1959 | Albert Toulza               |        |
| 1959-1983 | Wilfrid Ortalo-Magne        |        |
| 1983-2001 | Raymond Theil               |        |
| 2001-2008 | Pierre Cassoulet            |        |
| 2008-     | André Ortalo-Magne          |        |